# Kaare Klint

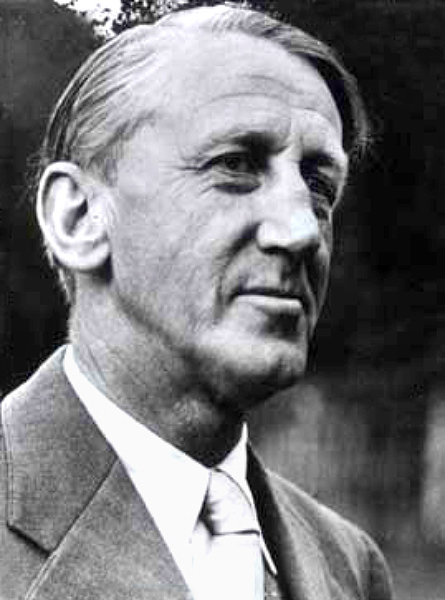
Kaare Klint.

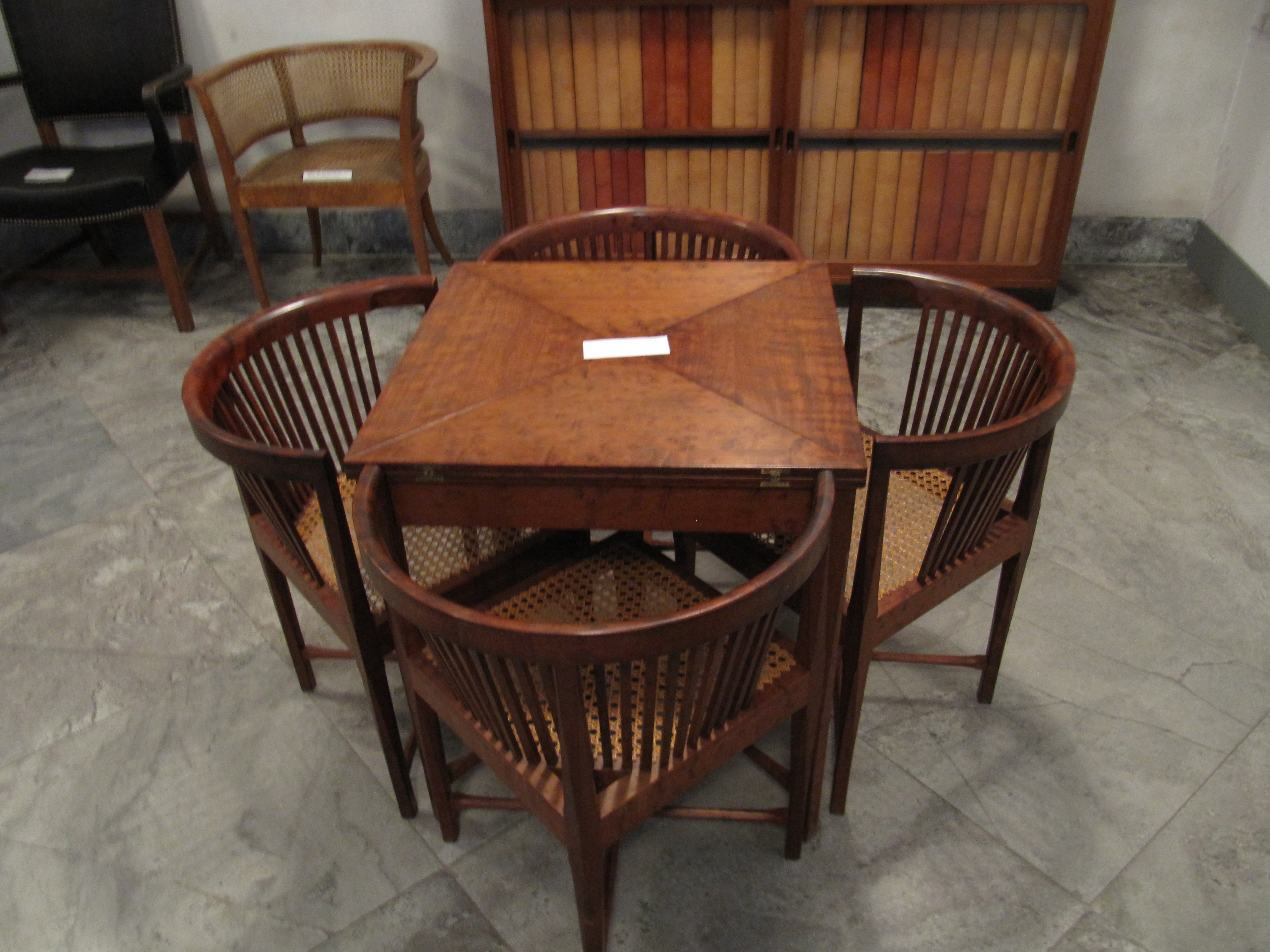
Bordsgrupp.

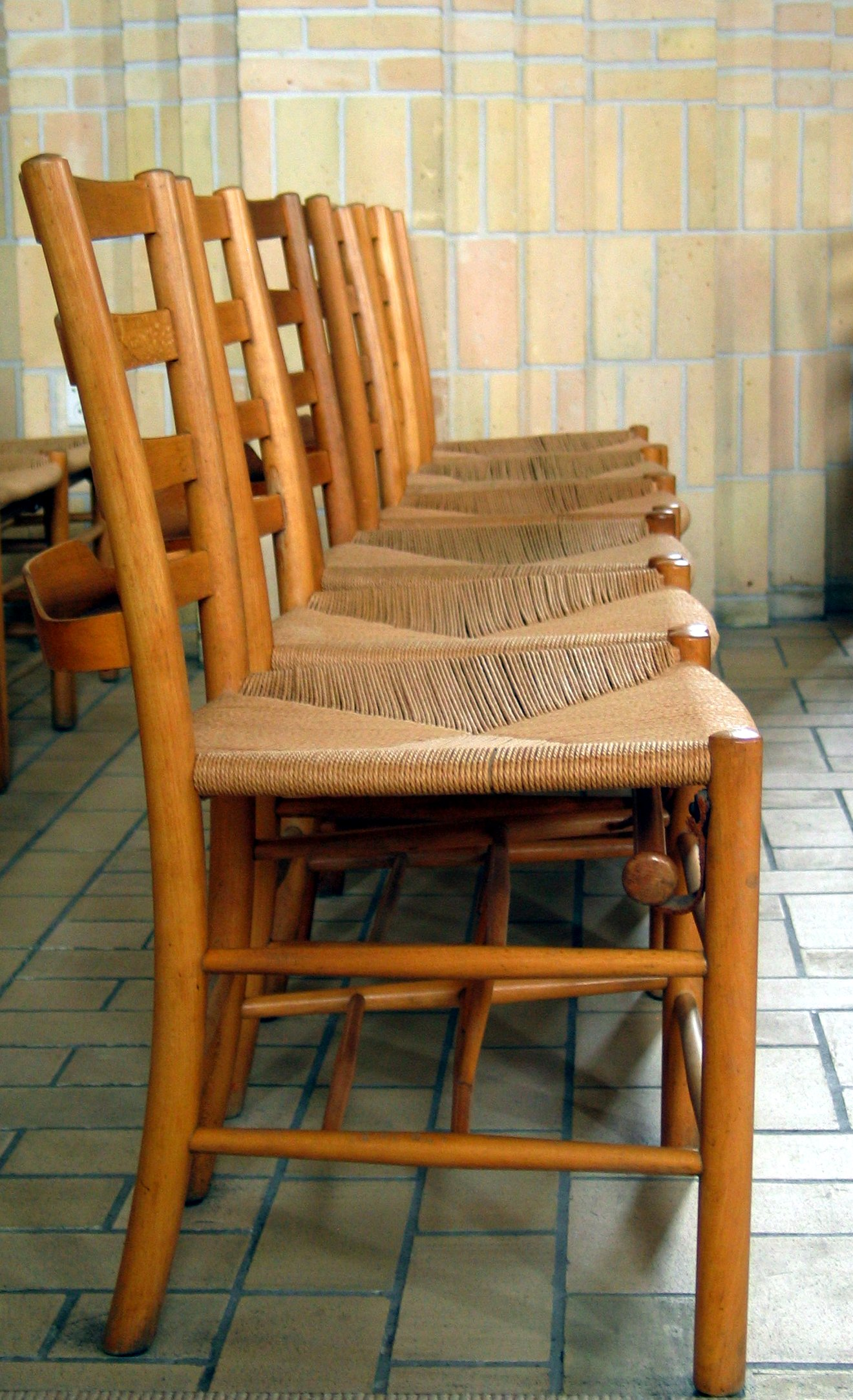
Stolar i Grundtvigskyrkan i Köpenhamn.

Kaare Jensen Klint, född 15 december 1888 i Frederiksberg, död 28 mars 1954 i Köpenhamn, var en dansk arkitekt, bildkonstnär och möbelformgivare.

## Biografi
Som ung ville Kaare Klint bli konstnär. Han var en begåvad målare och tecknare, och studerade bland annat vid P.S. Krøyers skola. Redan som 16-åring fick han vara med och utforma dekorationerna i det nybyggda rådhuset i Köpenhamn.
Kaare Klint utbildade sig i möbeltillverkning hos en snickarmästare i Kalundborg samt i Köpenhamn, där han också studerade vid en teknisk skola och gick på Jens Møller-Jensens möbelskola. Han studerade också måleri för Johan Rohde, innan han lärde till arkitekt som elev hos sin far, arkitekten Peder Vilhelm Jensen Klint.
År 1913 anställdes han som assistent till arkitekten Carl Petersen, vilken ansvarade för utformningen av museet i Fåborg. Till detta projekt tog Klint fram Faaborg-stolen, vilken ofta har kallats Danmarks första moderna stol.
År 1924 anställdes han vid den av honom grundade Kunstakademiets Skole for møbelkunst, först som docent och från 1944 som professor i arkitektur, en tjänst han behöll fram till sin död 1954.
Genom sin egen formgivning av möbler och sin undervisning präglade Kaare Klint en hel generation av danska möbeldesigners. Poul Kjærholm och Børge Mogensen var till exempel elever till honom.
Efter faderns död 1930 övertog Kaare Klint ansvaret för ritningarna till den 1921 påbörjade Gruntvigskyrkan i Köpenhamn, vilken blev färdig 1940. Han ritade också med utgångspunkt i sin fars skisser Bethlehemskyrkan i Köpenhamn, uppförd 1935-1937.
Kaare Klint fick Eckersbergmedaljen 1924 och C.F. Hansen-medaljen 1954.

## Möbler i urval
- Faaborgstolen eller Karmstolen, för Fåborg Museum. 1914
- Rød Stol, för Konstindustrimuseet i Köpenhamn, 1927
- Safaristolen, 1933
- Kirkestolen, med sits av flätat sjögräs, för Bethlehemskirken i København, 1930